# Karl Bösch (Maler)
Karl Bösch (* 6. Juni 1883 in Bremerhaven; † 17. Dezember 1952 in Wittmund) war ein deutscher Porträt- und Landschaftsmaler sowie Grafiker und Kunsterzieher.

## Leben
Karl Bösch, Sohn des Zollbeamten Josef Bösch aus Bremerhaven, wuchs in Wittmund auf, wo er die Oberrealschule absolvierte. Danach war er Schüler der Kunstgewerbeschule und Kunstakademie Düsseldorf. Eine Unterbrechung erfuhr seine künstlerische Ausbildung durch die Einberufung zum Militärdienst, aus dem er im Ersten Weltkrieg 1917 als Kriegsversehrter entlassen wurde. Anschließend setzte er seinen künstlerischen Werdegang in München fort, wo er 1920 dem Verband der bildenden Künstler Münchens und der Landesgruppe Bayern des Bundes Deutschen Gebrauchsgraphiker angehörte, und wurde Zeichenlehrer am Realgymnasium in Siegen. 1920 zog er wieder nach Wittmund. Dort übernahm er 1923 ehrenamtlich die Leitung der gewerblichen Berufsschule. Im Januar 1927 erhielt er eine Genehmigung zum Besuch des staatlichen Gewerbelehrerseminars in Berlin-Charlottenburg. 1929 wurde er zum hauptamtlichen Lehrer (Zeichen- und Gewerbelehrer) der gewerblichen Berufsschule Wittmund bestellt, eine Funktion, die er bis zum Antritt seines Ruhestandes im Alter von 67 Jahren beibehielt.
Bösch schuf Bildnisse und Landschaften sowie Radierungen mit heimatlichen Motiven. Auch betätigte er sich als Gebrauchsgrafiker. Er war Mitglied im Reichsverband bildender Künstler Deutschlands.